# Catena Costiera
A Catena Costiera vagy Catena Paolana (magyarul am. Tengerparti-vonulat) hegység Olaszország Calabria régiójában, a Tirrén-tenger partján. Két párhuzamos vonulatból áll. Délen a Savuto és Crati folyók völgye határolja. A hegység alapját paleozoikumi kristályos palák alkotják, melyekre mezozoikumi karbonátos kőzetek és negyedkori üledékes kőzetek települtek. Legmagasabb csúcsa a Monte Cocuzzo (1541 m). 